# Ritam gitara
Ritam gitara je u glazbenoj skupini gitara koja svira ritam i pratnju. Podjelu rada između solo i ritam gitare su razvili Quintette du Hot Club de France tijekom 1930-ih godina.
Često ritam gitaru sviraju pjevači kao primjerice Bon Jovi (Jon Bon Jovi), Metallica (James Hetfield) ili kod Nickelbacka (Chad Kroeger).

## Nekoliko poznatih ritam gitarista
- Billie Joe Armstrong (Green Day)
- Freddie Green (Count Basie Big Band)
- John Lennon (The Beatles)
- Bob Marley (Bob Marley & The Wailers)
- Rick Parfitt (Status Quo)
- Mike Shinoda (Linkin Park)
- Rudolf Schenker (Scorpions)
- Izzy Stradlin (Guns N' Roses)
- Joe Strummer (The Clash)
- Malcolm Young (AC/DC)
- Paul Stanley (Kiss)
- Alex Kapranos (Franz Ferdinand)
- Deryck Whibley (Sum 41)
- Tim McIlrath (Rise Against)
- Tom Fogerty (Creedence Clearwater Revival)
- Paul Landers (Rammstein)